# Edraianthus
Genre
Edraianthus est un petit genre de plantes à fleurs de la famille des Campanulaceae. Les espèces du genre Edraianthus sont natives des montagnes des Balkans, notamment de Croatie, Bosnie-Herzégovine, Bulgarie et Serbie. On les rencontre aussi en Roumanie, en Italie et en Grèce.
Ces plantes pérennes poussent dans les montagnes. Leurs feuilles forment des touffes herbeuses et leurs fleurs se présentent sous l'aspect de clochettes, généralement de couleur bleue. Elles sont souvent utilisées comme plantes ornementales dans les rocailles.
Le nom du genre provient des mots grecs ἑδραῖος (hedraios, « stable ») et ἄνθος (anthos, la « fleur »).

## Quelques espèces
- Edraianthus dalmaticus
- Edraianthus dinaricus
- Edraianthus graminifolius
- Edraianthus montenegrinus inclus dans Edraianthus graminifolius graminifolius
- Edraianthus owerinianus appelé désormais Muehlbergella oweriana
- Edraianthus pumilio
- Edraianthus serbicus
- Edraianthus serpyllifolius
- Edraianthus tenuifolius

Dix espèces du genre Edraianthus sont souvent classées dans le genre Wahlenbergia. Les espèces du genre Edraianthus figurant dans la liste ci-dessus, sont également classées dans les genres Muehlbergella, Halacsyella ou Hedraeanthus par certains botanistes. L'espèce Campanula parnassica est parfois appelée Edraianthus parnassica.

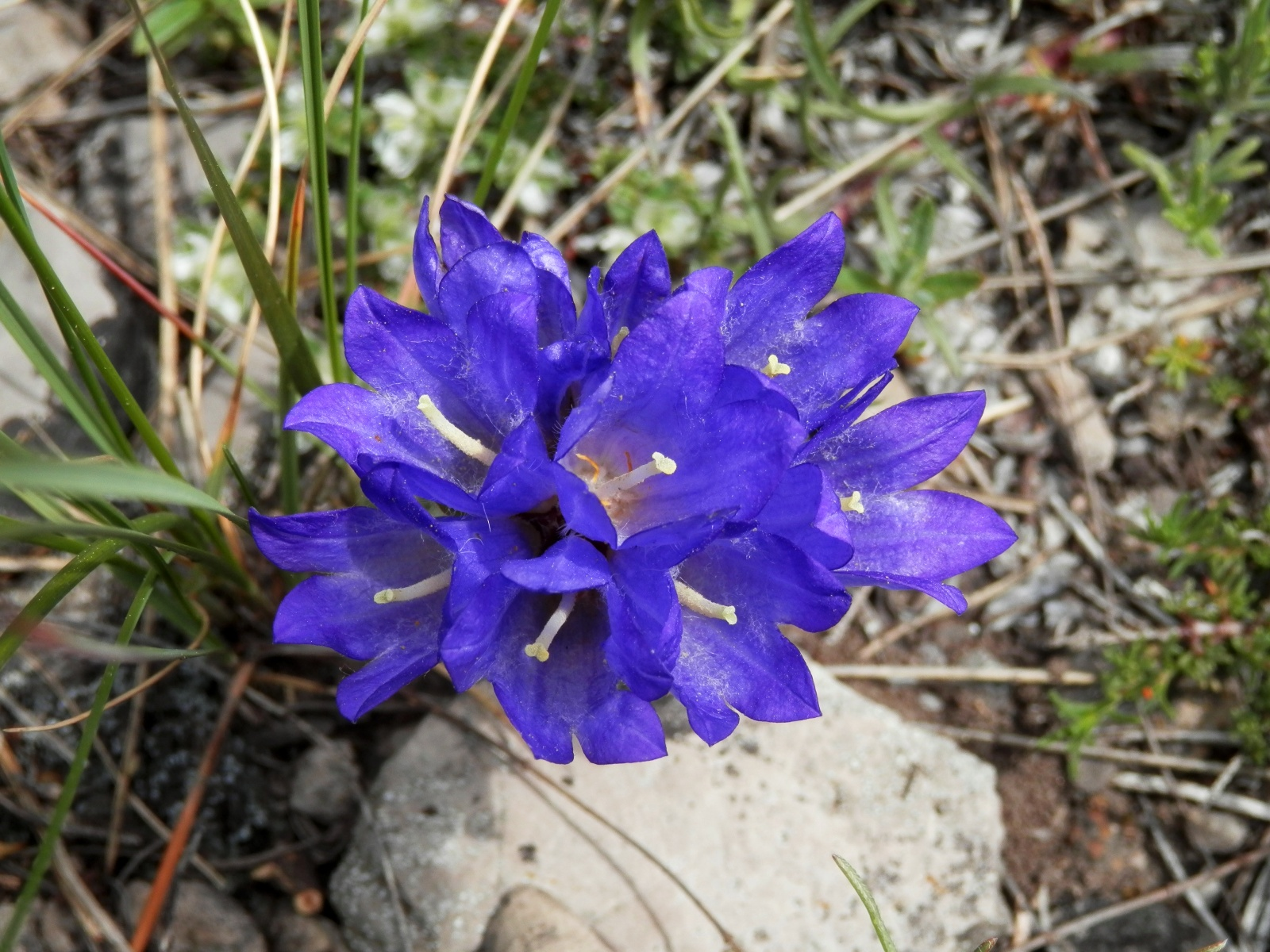
Edraianthus serbicus, Bulgarie

## Sources
- Botany 2006
- Ottawa Valley Rock Garden & Horticultural Society
- NCBI
- Encyclopedia Britannica